# Vajerräcke
Ett vajerräcke är en typ av vägräcke som finns på vissa större och trafikerade vägar. Vajerräcken monteras främst som mitträcke i mittremsan på motorvägar och andra vägar med separata körbanor men även motortrafikleder och andra breda vägar kan förses med vajerräcken för att bli mötesfria. I dessa fall ingår vajerräcket i konstruktionen av en 2+1-väg. Vajerräckets syfte är att hindra fordon från att komma över i mötande fordons körfält. På vissa ställen har man monterat upp vajerräcken också som sidoräcken. 

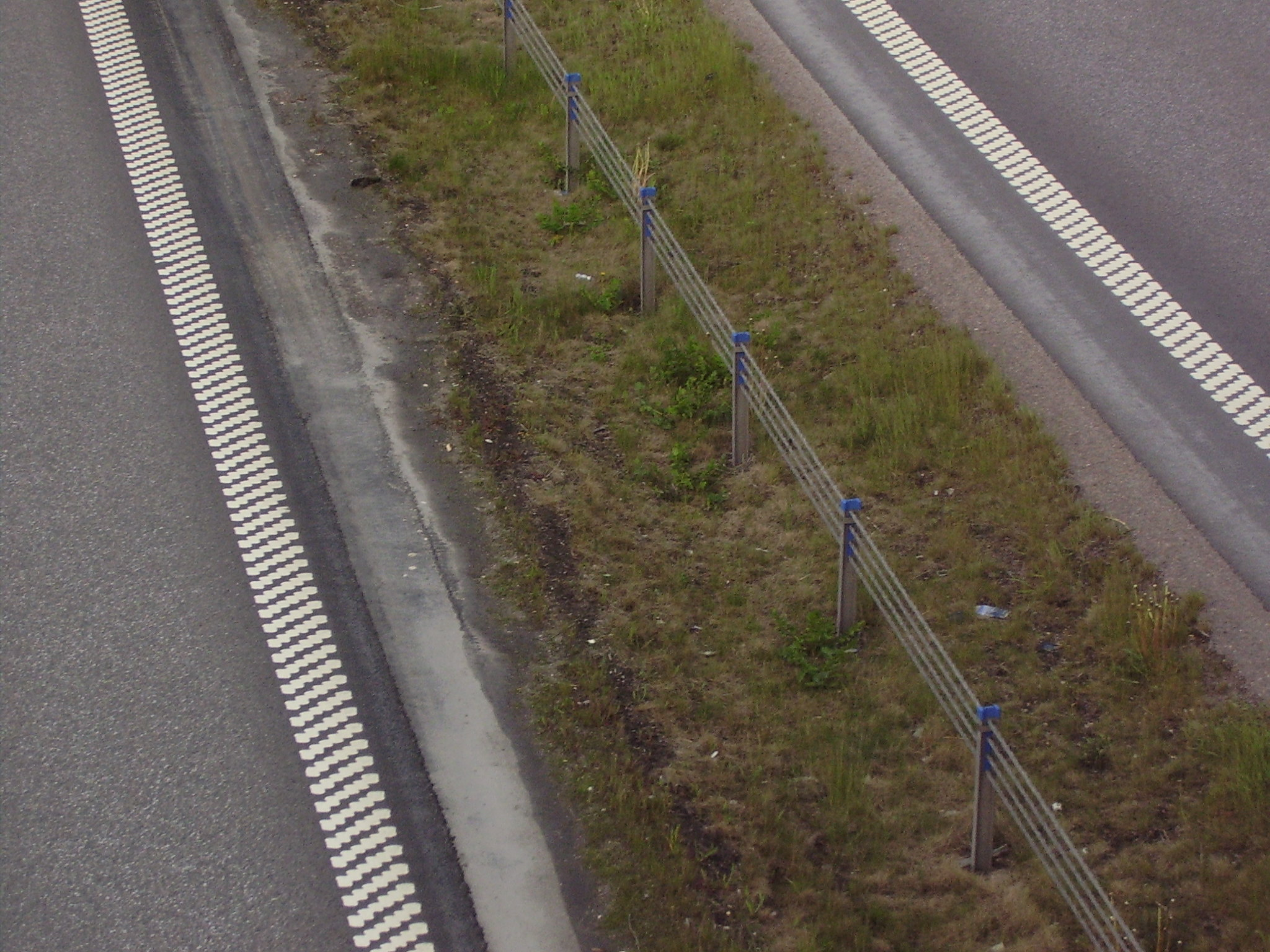
Vajerräcke i motorvägsmittremsa (E4, Linköping)

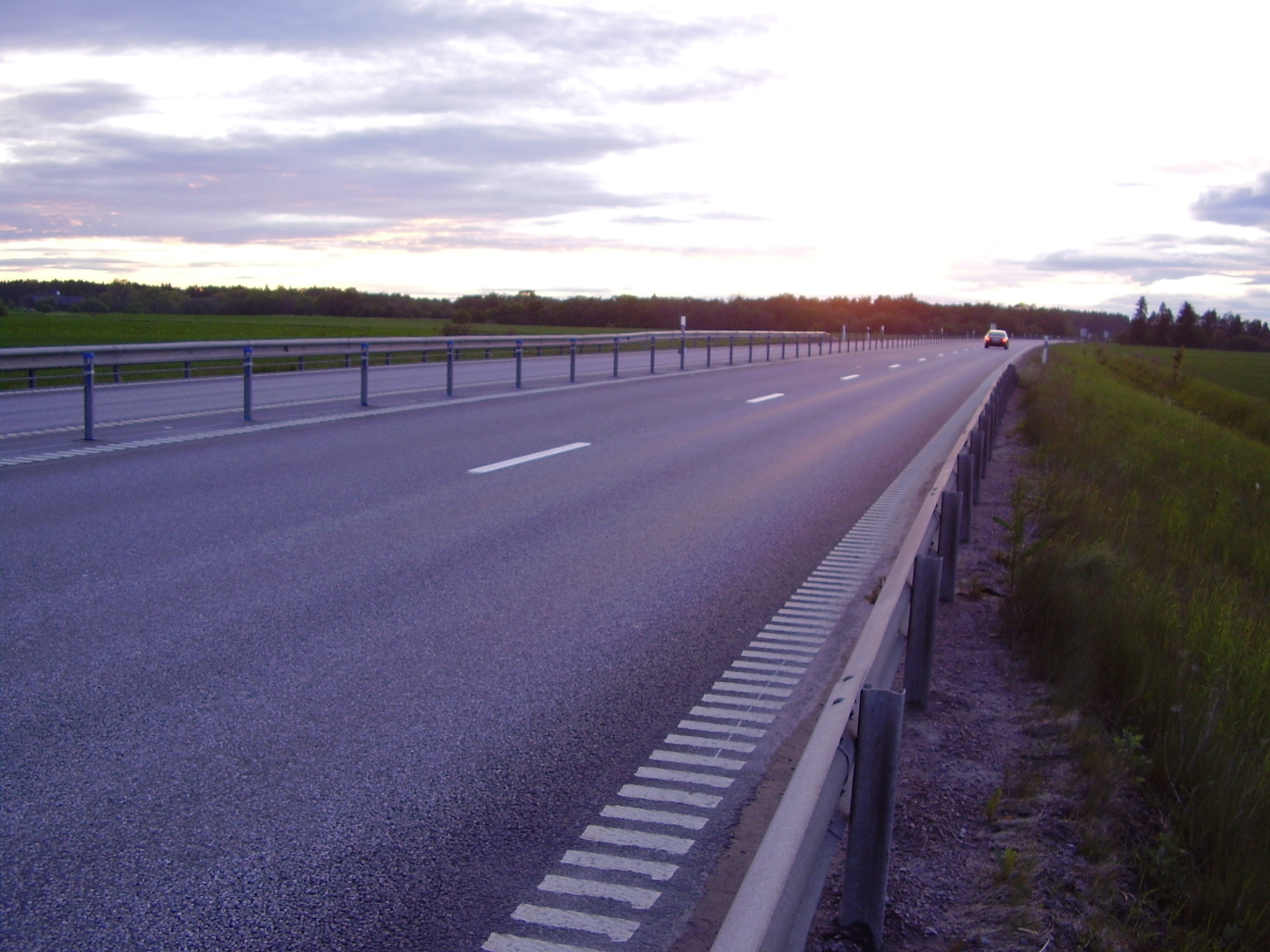
Vajerräcke direkt i asfalten, motortrafikleden Linköping - St Sjögestad (Riksväg 36)

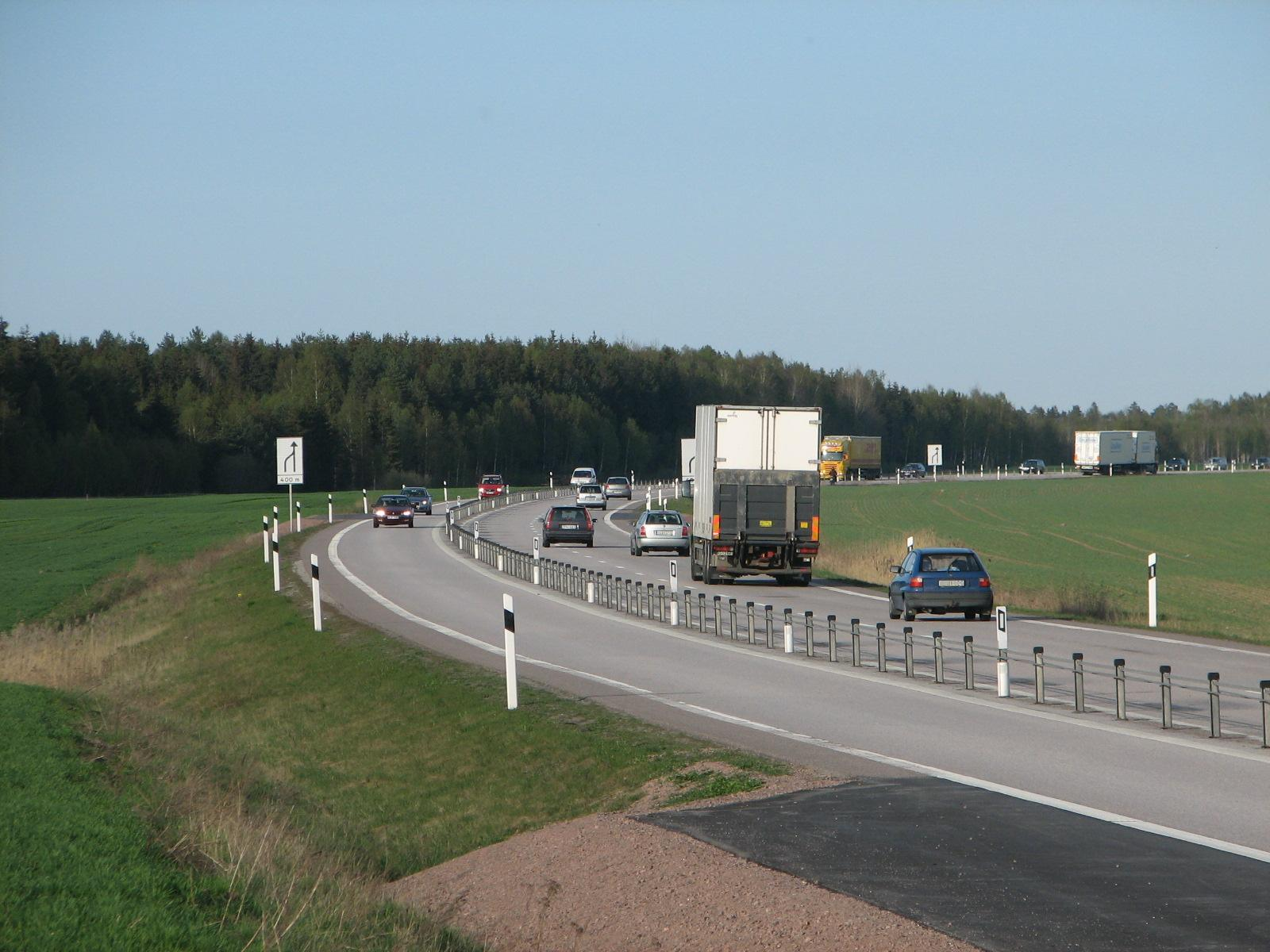
E20 väster om Skara, ombyggd till 2+1-väg 2006-2007

I Storbritannien, Österrike, Norge och Nederländerna är det inte tillåtet att sätta upp barriärer av stålvajer, då dessa anses medföra avsevärt högre risk för motorcyklister än andra barriärtyper. 

## Funktion
Vägräcken som används på svenska vägar, och för den delen även på de flesta av övriga europeiska vägar, funktionsprovas enligt en standard som heter EN1317 och godkänt räcke enligt denna standard kan förses med CE-märkning. Det finns tio olika kapacitetsnivåer, beroende på vad för slags säkerhet som vägavsnittet kräver. I Sverige håller vägräcken vanligen klass N2, som innebär ett krockprov med ett fordon som väger 1500 kg i 110 km/h och med 20 graders påkörningsvinkel, medan broräcken vanligen är provade i klass H2, som innebär krockprov med en buss vägande 13 ton i 70 km/h och 20 graders vinkel. Den högsta kapacitetsklassen för vägräcken innebär test av förmågan att stoppa ett 38 ton tungt lastbilsekipage, vilket kör på räcket i 65 km/tim med 20 graders vinkel. Det finns ännu ingen kapacitetsklass som tar höjd på att räcket ska stoppa timmerlastbilsekipage med 60 tons vikt. Räcken som har kapacitet att stoppa tunga lastbilar är i regel så styva, att de inte klarar kravet på att mjukt fånga upp personbilar. I länder används ofta två räcken. Ett bakre högkapacitetsräcke som stoppar t.ex. tunga tankbilar med bensin eller andra giftiga ämnen i lasten, samt ett främre mjukare räcke som fångar upp bilar och motorcyklar på ett skonsamt sätt.
Vid påkörning av ett vajerräcke så lägger sig de mjuka stolparna ned och de längsgående vajrarna lägger sig på bilsidan och bildar en båge som mjukt för fordonet tillbaka mot körbanan. Detta blir skonsammare både för bilen som kolliderar och för de som finns inne i bilen.
Vajerräcken är en räckestyp som oftast är billigast i inköp, men samtidigt dyrast att äga. Orsaken är att de går sönder även vid en mild påkörning och måste lagas. Ett nedkört vajerräcke ger endast litet om alls något skydd till dess det lagats. Styvare stålbalksräcken tål i genomsnitt fem påkörningar innan de måste lagas. 

## Källhänvisningar
1. ↑  Wire-Rope Barrier Kills Biker
2. ↑  EU tillsätter utredning om vajerräcken Arkiverad 13 oktober 2007 hämtat från the Wayback Machine.